# Billy Mitchell (joueur de jeu vidéo)
Pour les articles homonymes, voir Bill Mitchell (homonymie) et Mitchell.
William James Mitchell Jr. (né le 16 juillet 1965) est un homme d'affaires, restaurateur et ancien joueur de jeu vidéo américain. Il accède à la notoriété dans les années 1980 quand le magazine Life l'inclut dans une photo des champions du jeu vidéo au plus fort de l'âge d'or du jeu vidéo. Il a détenu quelques-uns des records les plus importants et les plus durables de l'histoire du jeu d'arcade.
Dans les années 2000 et les années 2010, il a été fréquemment interviewé pour des documentaires sur le retrogaming et le gaming de compétition, comme Chasing Ghosts: Beyond the Arcade (2007), The King of Arcades (2014) ou Man vs Snake: The Long and Twisted Tale of Nibbler (2015),. Il a été le sujet, en 2007, du documentaire The King of Kong: A Fistful of Quarters (2007), qui relate ses tentatives de maintien de son record sur Donkey Kong face à Steve Wiebe, qui fut le premier à battre le score originel de Mitchell. Lors de l’enquête de 2018, il a été prouvé que le record de Mitchell soumis sur cassette vidéo VHS à Twin Galaxies dans le documentaire afin de maintenir sa place était truqué. L'équipe qui conduisait l'enquête a utilisé les bonus du DVD du documentaire comme preuve de la triche de Mitchell. En 2022, une nouvelle enquête conclut que Mitchell a établi ses records sur une version émulée du jeu, et non sur une borne d'arcade.
En avril 2018, tous ses records ont été retirés du Guinness Book et de Twin Galaxies (qui fait office de référence dans le domaine) à la suite d’une enquête qui a conclu que certains de ses scores avaient été obtenus de manière frauduleuse. Il lui est désormais interdit de soumettre de nouveaux records. Néanmoins, après enquête et faute de preuves concluantes, le Guinness Book réattribue tous ses records en juin 2020.

## En dehors des jeux vidéo
Mitchell est également propriétaire de la chaîne de restaurants The Rickey's World Famous Restaurant, basée à Hollywood, en Floride, et vend sous cette marque toute une gamme de sauces piquantes.